# Blanca Ibáñez
Blanca Ibáñez   (San Cristóbal, 17 d'agost de 1947) és una política veneçolana i vídua de l'expresident veneçolà Jaime Lusinchi.

## Biografia
Blanca Alida Ibánez Piña és filla de María del Rosario Ibáñez i Carlos Julio Ibáñez.
Quan era molt jove, Ibáñez es va traslladar amb la seva mare a Caracas, on va treballar en diferents feines i es va preparar per ser secretària, cosa que finalment li va permetre obtenir un lloc a la Cambra dels Diputats del Congrés Nacional de Veneçuela. Va treballar per a la facció parlamentària del partit Acción Democrática, el líder parlamentari del qual era el diputat Jaime Lusinchi, que després va ser elegit president de la República per al període 1984-1989.
Quan el govern de Jaime Lusinchi va començar el febrer de 1984, va ser nomenada «secretària privada» del President. Aquesta designació va provocar moltes reaccions en l'opinió pública. Molts dels seus crítics van dir que Ibáñez tenia un alt poder discrecional dins del govern.
Després de la fi de la presidència de Lusinchi, es va traslladar als Estats Units d'Amèrica i es va casar amb ell a la ciutat de Nova York l'11 de setembre de 1991. Allà va fundar i dirigir la revista Mujeres en Acción (Dones en Acció) per a la denúncia d'abusos sexuals contra dones, i també va dirigir la fundació CELAC, creada per l'expresident Lusinchi.
El 1998, va ser jutjada per un cas de corrupció durant la presidència de Lusinchi. La Suprema Cort de Justícia de Veneçuela la va absoldre.
A partir del 2017, viu a Costa Rica on va obtenir la ciutadania costa-riquenya. Ibáñez representa la Societat Internacional dels Drets Humans, amb seu a Frankfurt, Alemanya.